# Autillo de Campos (kommunhuvudort)
Autillo de Campos är en kommunhuvudort i Spanien.   Den ligger i provinsen Provincia de Palencia och regionen Kastilien och Leon, i den norra delen av landet, 210 km nordväst om huvudstaden Madrid. Autillo de Campos ligger 763 meter över havet och antalet invånare är 196.
Terrängen runt Autillo de Campos är platt. Runt Autillo de Campos är det glesbefolkat, med 10 invånare per kvadratkilometer. Närmaste större samhälle är Fuentes de Nava, 4,2 km öster om Autillo de Campos. Trakten runt Autillo de Campos består till största delen av jordbruksmark.